# Conrad Trubenbach
 Conrad Daniel Trubenbach  (ur. 4 listopada 1882 w San Francisco, zm. 30 lipca 1961 w Nowym Jorku) – amerykański pływak, uczestnik igrzysk olimpijskich w Londynie 1908 r.

## Występy na igrzyskach olimpijskich
Trubenbach wystartował dwa razy na igrzyskach olimpijskich w 1908 r. Brał udział w zawodach pływackich. Pierwszą konkurencją w której wziął udział, 13 lipca był wyścig na 400 m stylem dowolnym. W swoim półfinale dopłynął do mety jako trzeci na czterech zawodników. Nie awansował do finału. Łącznie został sklasyfikowany na 18. miejscu.
Ponownie Trubenbach wystartował w zawodach pływackich 17 lipca, tym razem na dystansie 100 m stylem dowolnym. W półfinale Trubenbach zajął ostatnie 5. miejsce w swoim wyścigu eliminacyjnym. Nie awansował do finału.